# Peniel
Peniel Shin (en hangul, 프니엘 신; Chicago, Illinois, 10 de marzo de 1993), más conocido por su nombre monónimo Peniel (en hangul, 프니엘), es un rapero y cantante estadounidense de origen coreano. Debutó como integrante de BtoB bajo el sello discográfico Cube Entertainment en 2012.

## Biografía
Peniel nació el 10 de marzo de 1993 en Chicago Illinois, Estados Unidos. Él asistió a Barbara B. Rose Elementary School antes de graduarse de Middle School Prairie Campus.
Antes de unirse a Cube Entertainment, fue aprendiz de JYP Entertainment y apareció en el vídeo musical de la canción «Tasty San» de San E en 2010. En marzo de 2012, debutó en el grupo BtoB bajo Cube Entertainment como rapero. Él se convirtió en anfitrión de Pops in Seoul de Arirang en 2013.
En 2016, Peniel actualizó a sus fanáticos con un canal para vlogs, POV, que incluye actividades de su vida diaria. Él publicó su primer mixtape en inglés con Kairos, titulado Homesick, el 1 de mayo de 2016. El 18 de septiembre, Peniel dirigió el vídeo musical «Stand by Me» de BTOB-Blue.
En el año 2017, Peniel tuvo su primera exposición fotográfica titulada Penography, que tuvo lugar en una galería llamada White Studio ubicado en Yeongdeungpo-gu, Seúl. La exposición se realizó del 30 de marzo al 12 de abril. El 27 de junio, él lanzó el sencillo digital «That Girl» como parte del proyecto Piece of BtoB.

## Discografía

### Sencillo
| Año  | Título      | Álbum               |
| ---- | ----------- | ------------------- |
| 2017 | «That Girl» | Piece of BTOB Vol.3 |

### Mixtape
| Año  | Título                 | Lista de canciones                                                                                  |
| ---- | ---------------------- | --------------------------------------------------------------------------------------------------- |
| 2016 | HOMESICK MIXTAPE VOL.1 | 1. Repeat (ft. Legaci) 2. Body Roll 3. Homesick 4. 1Up On Milhouse (ft. Typoh) 5. Farewell (ft. KO) |

## Filmografía
| Año  | Título                       | Cadena  | Nota               |
| ---- | ---------------------------- | ------- | ------------------ |
| 2013 | Pops in Seoul                | Arirang | Anfitrón           |
| 2017 | Law of the Jungle in Sumatra | SBS     | Miembro del elenco |
| 2025 | XO, Kitty (temporada 2)      | Netflix | Miembro del elenco |